# Friederike Pöhlmann-Grießinger
Friederike Pöhlmann-Grießinger (* 20. Mai 1958 in Nürnberg) ist eine deutsche Theaterleiterin, Schauspielerin und Regisseurin.

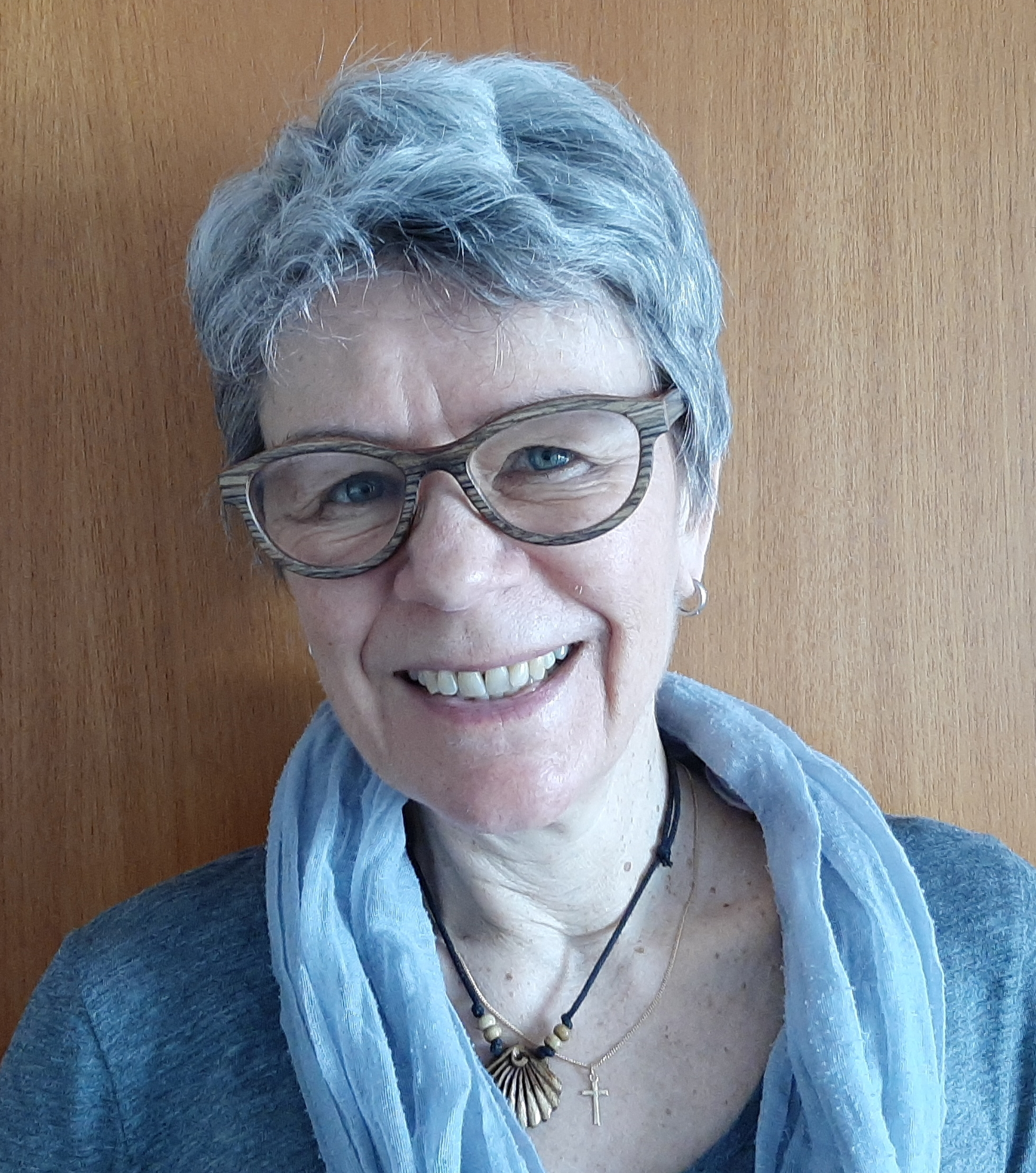
Friederike Pöhlmann-Grießinger

## Biographie

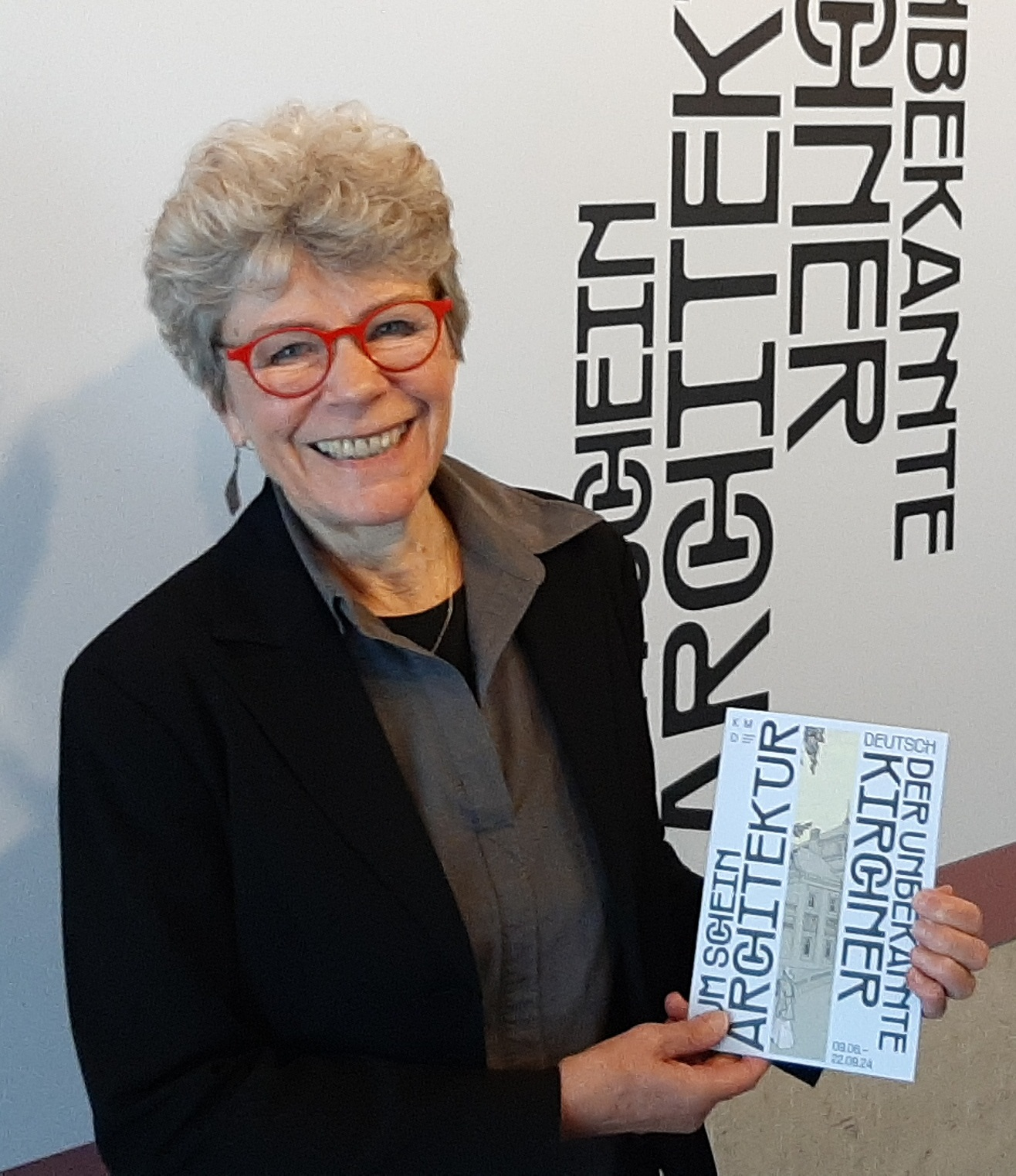
Kunstvermittlerin im Kirchner Museum Davos, Friederike Pöhlmann-Grießinger

Friederike Pöhlmann-Grießinger wurde als Tochter des Architektenehepaars Fritz und Walburga Pöhlmann in Nürnberg geboren. Von 1977 bis 1985 studierte sie in München und Erlangen die Fächer Theaterwissenschaft, Kunstgeschichte und Neuere Deutsche Literaturwissenschaft. Im Juli 1985 schloss sie das Studium an der Philosophischen Fakultät II (Sprach- und Literaturwissenschaften) der Universität Erlangen-Nürnberg mit der Magisterarbeit über „Schnitzlers Reigen als Politikum – Berlin, Wien 1921“ und dem akademischen Grad Magister artium ab. In der Studienzeit sammelte sie erste professionelle Theatererfahrungen, war als Dramaturgieassistentin am Opernhaus Nürnberg tätig und im Bayerischen Staatsschauspiel München mitverantwortlich für das Programmheft zur Neuinszenierung von Schnitzlers Reigen.
Nach dem Studium war Friederike Pöhlmann-Grießinger als zweifache Mutter freiberuflich Dozentin der Volkshochschule Erlangen, Kulturkritikerin und Leiterin zweier Kindertheatergruppen und stand als Mitglied des Bewegungsensembles am Staatstheater Nürnberg auf der Bühne. Von 2002 bis 2009 arbeitete sie unter der Intendanz von Werner Müller am Stadttheater Fürth und betreute als Regieassistentin die Eigenproduktionen des Hauses. Am 1. September 2008 gründete sie die Theater- und Kulturgruppe Kunst und Drama als Institut für theatralische Formen und ist als Autorin und Regisseurin verantwortlich für die Produktionen der professionellen Gruppe. 1998 trat Frau Friederike Pöhlmann-Grießinger dem Deutschen Akademikerinnenbund (DAB) bei und ist seit 2019 auch Mitglied im Schweizerischen Verband der Akademikerinnen (SVA). Friederike Pöhlmann-Grießinger wurde am 1. Dezember 2021 zur 1. Vorsitzende der Ortsgruppe Erlangen/Nürnberg (seit 2024 Regionalgruppe Bayern) vom Deutschen Akademikerinnenbund gewählt. Bei der Gründung des Forum Eschelbach 2019 in Fraxern wurde sie zur 2. Stellvertreterin des Obmanns gewählt. Seit Juli 2024 ist Friederike Pöhlmann-Grießinger Kunstvermittlerin im Kirchner Museum Davos.

## Kunst und Drama
Die Theater- und Kulturgruppe „Kunst und Drama“ wurde am 1. September 2008 von Friederike Pöhlmann-Grießinger aus Nürnberg als Institut für theatralische Formen gegründet. Um dem Namen „Kunst und Drama“ gerecht zu werden, wurde entschieden, einen Kulturreport über den umstrittensten und berühmtesten deutschen Nachkriegskünstler Joseph Beuys zu produzieren. Mit der Unterstützung des Unternehmers Udo Martin und der Nürnberger Bäckerei Günter Grießinger wurde dieses Vorhaben realisiert. Diese theatralische Inszenierung in zwei Akten ist derzeit immer noch im Programm der Künstlergruppe. Alle weiteren Produktionen und Veranstaltungen wurden nach dem Motto: „außergewöhnliche Menschen in außergewöhnlichen Situationen“ ausgewählt und umgesetzt. Die Aktionen, Produktionen und Veranstaltungen von Kunst und Drama umfassen die Bereiche Theater, Lesung, Kurzfilm, Ausstellung und Theaterkurse für Kinder und Jugendliche. Unterstützt wird die professionelle Theater- und Kulturgruppe vom Kulturreferat der Stadt Nürnberg und privaten Sponsoren. Seit 15. Juli 2023 ist Kunst und Drama mit Friederike Pöhlmann-Grießinger und Roland Eugen Beiküfner Mitglied im Kulturplatz-Davos.

## Theaterproduktionen
- 2008 Der Hut von Joseph Beuys oder Die Ursache liegt in der Zukunft, Theaterstück, Uraufführung
- 2011 Kleine Gefängnisse Große Fluchten, Deutsche Erstaufführung
- 2012 Protest – In Erinnerung an Václav Havel unter der Schirmherrschaft von Hermann Glaser
- 2013 Texte und Töne, Poetische Klänge, Livemusik: James Michel (Oxford), Prolog und Epilog: Vanessa Hiltner, Sprecher: Roland Eugen Beiküfner, Konzept: Friederike Pöhlmann-Grießinger
- 2013 Václav Havel-Gedenktage: Die Vaněk-Trilogie Audienz-Vernissage-Protest unter der Schirmherrschaft von Ulrich Maly und Martina Mittenhuber
- 2014 Miles oder Pendeluhr aus Montreux von Henning Mankell, musikalische Hommage an Miles Davis unter der Schirmschaft der Kulturreferentin der Stadt Nürnberg, Julia Lehner, Laudatio: Silvan Koopmann
- 2014 Offene Zweierbeziehung von Franca Rame und Dario Fo
- 2015 Shackleton: Banjo oder Bibel? 636 Tage im Eis von Friederike Pöhlmann-Grießinger und Roland Eugen Beiküfner
- 2016 William Becher – Leben und Werk in Lindau von Johanna Eras, Friederike Pöhlmann-Grießinger und Roland Eugen Beiküfner
- 2017 Gisela Elsner – Blickwinkel 2017 von Friederike Pöhlmann-Grießinger und Roland Eugen Beiküfner
- 2018 Paula Ludwig – Freundschaften und Wege von Friederike Pöhlmann-Grießinger und Roland Eugen Beiküfner
- 2018 Hans Eschelbach – Worte und Werte von Friederike Pöhlmann-Grießinger und Roland Eugen Beiküfner
- 2019 Wasser von Kateřina Černá
- 2022 Geschichten aus dem Fränkischen von Roland Eugen Beiküfner

## Theaterschauspiel
- 1997 Viel Lärm um Nichts Regie: Holger Berg; Rolle; Zofen, Nürnberg
- 2001 Lady Macbeth von Mzensk Regie: Bruno Klimek; Rolle: Wärterin, Nürnberg
- 2008 Viel Lärm um Nichts, Rolle: Serafina; Regie: Markus Nondorf, Fürth
- 2011 Kleine Gefängnisse Große Fluchten, Rolle: Linda; Regie: Friederike Pöhlmann-Grießinger, Nürnberg
- 2015 Shackleton: Banjo oder Bibel?, Rolle: Annie Margaret Blackborow; Regie: Friederike Pöhlmann-Grießinger, Nürnberg
- 2016 William Becher – Leben und Werk in Lindau, Rolle: Erzählerin; Regie: Friederike Pöhlmann-Grießinger, Lindau im Bodensee
- 2017 Gisela Elsner – Blickwinkel 2017, Rolle: Edda Schmidt; Regie: Friederike Pöhlmann-Grießinger und Roland Eugen Beiküfner, Nürnberg
- 2018 Paula Ludwig – Freundschaften und Wege, Rolle: Hanna Stoll; Regie: Friederike Pöhlmann-Grießinger und Roland Eugen Beiküfner
- 2018 Hans Eschelbach – Worte und Werte, Rolle: Magdalena Schwan; Regie: Friederike Pöhlmann-Grießinger und Roland Eugen Beiküfner

## Filmschauspiel
- 2011 Dreiviertelmond, Kinofilm, d.i.e.-Film, Regie: Christian Zübert; Rolle: Passantin
- 2012 Verdachtsfälle, TV-Doku-Soap, RTL, Folge: „Meine Frau ihre Angst und ich“, Rolle Elisabeth Bergen
- 2012 Stillstand, Kurzfilm, filmhochzwei, Regie: Christian Kern; Rolle: Eva
- 2013 Zurück, Kurzfilm, Hochschule für Film- und Fernsehen München, Regie: David Benedek; Rolle: Gast
- 2014 Mein dunkles Geheimnis, Scripted Reality, Sat1, Folge: „Zwei Männer und ein Baby“, Regie: Volkmar Sering; Rolle: Ingrid Wodarz
- 2015 Mein dunkles Geheimnis, Scripted Reality, Sat1, Folge: „Verschnitten“, Regie: Volkmar Sering; Rolle: Grete Scholz
- 2015 Faust – Im Schatten der Nation, Kinofilm, Regie: Christian Kern; Rolle: BND-Beamtin
- 2017 Eine Sekunde der Welt, Kurzfilm, Regie: Anja Struck; Rolle: Ehefrau
- 2018 Mutter der Welt, Kurzfilm, Regie: Gerrit Kuge; Rolle: Mutter
- 2019 Der Pfad, Kurzfilm, Regie: Roland Eugen Beiküfner; Rolle: Ina Wagner
- 2021 9 Bierfilzlä – Die Geschichte einer Wegbeschreibung, Kurzfilm, Regie: Christian Kern; Rolle: Zeitungsfrau Maria Drechsler

## Vorträge
- 2023: Transsahara 1985-1988-1990
- 2024: 50 Jahre UDT-World-Cup-Rally  London-Sahara-Munich 1974 ()
- 2024: 50 Jahre THE STRANGLERS "Aurale Skulpturen" mit Lawrence Davies, Ralf Gebhardt und James Michel

## Werke
Theaterstücke
- 2008 Der Hut von Joseph Beuys. ISBN 978-3-00-026909-7.
- 2015 Shackleton: Banjo oder Bibel? 636 Tage im Eis (zusammen mit Roland Eugen Beiküfner)
- 2016 William – Becher Leben und Werk in Lindau (zusammen mit Roland Eugen Beiküfner)
- 2017 Gisela Elsner – Blickwinkel 2017/2018 (zusammen mit Roland Eugen Beiküfner)
- 2018 Paula Ludwig – Freundschaften und Wege (zusammen mit Roland Eugen Beiküfner)
- 2018 Hans Eschelbach – Worte und Werte (zusammen mit Roland Eugen Beiküfner)

Hörspiele
- 2021 Linda will einen Garten (zusammen mit Christian Kern und Roland Eugen Beiküfner)
- 2021 Lass möglichst andere arbeiten – LMA² (zusammen mit Christian Kern und Roland Eugen Beiküfner)

## Rezeption
- Claudia Schuller: Fett, Filz und Kunst. Ein Theaterstück beleuchtet den Mythos Joseph Beuys. In: Fürther Nachrichten. 8. Dezember 2008.[2]
- sbo: Ein Mann und sein Hut. Stück über Joseph Beuys beeindruckte im Kunststadel. In: Neumarkter Nachrichten. 23. Mai 2011.[3]
- NZ: Schweizerin Antonia Hersche Eichin stellt im Rathaus aus. Der Schlüssel zur Poesie der Bilder liegt im Betrachter. In: Nürnberger Zeitung vom 26. März 2012[4]
- Kunst und Drama: Havels „Protest“ im Bernstein. Satirische Komödie des Dramatikers und tschechischen Staatspräsidenten. In: Der Bote vom 3. Dezember 2012[5]
- Stefan Gnad: KulTour: Kunst & Drama feiert Auferstehung auf AEG. Friederike Pöhlmann-Grießingers Tanztheater musste Fertigungshalle verlassen – Neues Projekt geplant. In: Nürnberger Stadtanzeiger vom 21. März 2013[6]
- Bericht Tölzer Land online[7]
- Oberbayerisches Volksblatt Rosenheim Kritik vom 8. April 2014[8]
- Bericht in Fürther Nachrichten von Peter Romir.[9]